# Pianosonate nr. 3 (Mozart)
Pianosonate nr. 3 in Bes majeur, KV 281, is een pianosonate van Wolfgang Amadeus Mozart. Het stuk duurt ongeveer 14 minuten en werd in 1774 geschreven.

## Onderdelen
De sonate bestaat uit drie delen:
- I Allegro
- II Andante amoroso
- III Rondo: allegro

### Allegro
Dit is het eerste deel van de sonate. Het stuk staat in Bes majeur en heeft een 2/4-maat. Het bestaat uit veel 32ste noten, die door het hele stuk te vinden zijn en eindigt in twee akkoorden.

### Andante amoroso
Dit is het tweede deel van de sonate. Het heeft een 3/8-maat en staat in Es majeur. Het stuk heeft een einde dat per maat tussen piano en forte kan verschillen, om uiteindelijk in een pianoakkoord te eindigen.

### Rondo: allegro
Dit is het derde en laatste deel van de sonate. Het stuk heeft een 2/2-maat en staat in Bes majeur. Ook het einde van dit stuk wisselt snel qua dynamiek en gaat van pianissimo naar de laatste forte noten in circa anderhalve maat.